# Beach Boys Concert
| 전문가 평가                   | 전문가 평가 |
| 평가 점수                     | 평가 점수   |
| 출처                          | 점수        |
| ----------------------------- | ----------- |
| AllMusic                      | [ 1 ]       |
| Blender                       | [ 2 ]       |
| Encyclopedia of Popular Music | [ 3 ]       |
| The Rolling Stone Album Guide | [ 4 ]       |

《Beach Boys Concert》는 1964년 10월 19일에 발매된 미국의 록 밴드 비치 보이스의 첫 라이브 음반이다. 이 음반은 총 일곱 번째이며, 같은 해에만 세 번째 음반이다. 이는 미국에서 두 개의 차트 1위를 차지한 음반 중 첫 번째 음반이자, 톱 팝 음악 음반 차트 1위에 오른 첫 번째 라이브 음반으로, 62주 동안의 차트 체류 기간 동안 4주 동안 그 위치를 유지했고, 또 다른 골드 판매자가 되었다. 그들의 다른 차트 1위를 차지한 음반은 1974년의 컴필레이션 음반 《Endless Summer》이었다.
이 음반은 캘리포니아주 새크라멘토에 있는 메모리얼 오디토리움에서 라이브로 녹음되었다. 브라이언 윌슨이 라이브 그룹에서 자리를 비우려 했고, 앞으로 30년 동안 그들과 산발적으로만 공연을 할 예정이었기 때문에, 그것은 공식적으로 공개된 LP 형식의 비치 보이스의 몇 안 되는 라이브 문서 중 하나이다.
2014년에는 《Live in Sacramento 1964》가 발매되었으며, 이러한 콘서트 날짜의 추가 공연이 포함되어 있다.

## 녹음
이 음반에는 〈Papa-Oom-Mow-Mow〉, 〈The Wanderer〉, 〈Monster Mash〉 등 비치 보이스가 정기적으로 라이브로 공연했지만 이전에는 음반에 수록하지 않았던 여러 곡이 수록되어 있다. 〈The Little Old Lady from Pasadena〉은 사실 잔 앤 딘의 히트곡이었다. 그 외에도 〈Hawaii〉, 〈In My Room〉, 〈Fun, Fun, Fun〉, 〈I Get Around〉, 그리고 〈I Get Around〉와 같은 그들이 가장 좋아하는 샘플들이 있었다. 1963년 12월 21일 방영된 〈Little Deuce Coupe〉, 〈In My Room〉, 〈Johnny B. Goode〉, 〈Monster Mash〉, 그리고 〈Long Tall Texan〉은 1963년 12월에 방영된 쇼에서 유래되었다.

## 곡 목록
| #  | 제목                                  | 작사·작곡                           | 재생 시간 |
| -- | ------------------------------------- | ----------------------------------- | --------- |
| 1. | 〈Fun, Fun, Fun〉                     | 브라이언 윌슨, 마이크 러브          | 2:26      |
| 2. | 〈The Little Old Lady from Pasadena〉 | 돈 알트펠드, 잔 베리, 로저 크리스찬 | 3:00      |
| 3. | 〈Little Deuce Coupe〉                | 윌슨, 크리스찬                      | 2:27      |
| 4. | 〈Long, Tall Texan〉                  | 헨리 스트렐레키                     | 2:32      |
| 5. | 〈In My Room〉                        | 윌슨, 게리 어셔                     | 2:25      |
| 6. | 〈Monster Mash〉                      | 보리스 피켓, 레니 카피지            | 2:27      |
| 7. | 〈Let's Go Trippin'〉                 | 딕 데일                             | 2:34      |

| #   | 제목                 | 작사·작곡                                             | 재생 시간 |
| --- | -------------------- | ----------------------------------------------------- | --------- |
| 8.  | 〈Papa-Oom-Mow-Mow〉 | 칼 화이트, 알 프레이저, 소니 해리스, 터너 윌슨 주니어 | 2:18      |
| 9.  | 〈The Wanderer〉     | 어니 마레스카                                         | 2:00      |
| 10. | 〈Hawaii〉           | 윌슨, 러브                                            | 1:51      |
| 11. | 〈Graduation Day〉   | 조 셔먼, 노엘 셔먼                                    | 3:29      |
| 12. | 〈I Get Around〉     | 윌슨, 러브                                            | 2:42      |
| 13. | 〈Johnny B. Goode〉  | 척 베리                                               | 1:56      |